# Gramschap
De pamflettenreeks Gramschap was een onafhankelijke anarchistische publicatie die van 1978 tot 1986 verscheen. 
De reeks begon als een uitwisseling van producten tussen een aantal bevriende kunstenaars. Het groeide uit tot een medium voor het verspreiden van allerlei onconventionele en controversiële uitingen, zaken die elders niet konden of mochten. 
Vanaf nummer zes kreeg de uitgave een tamelijk unieke vorm. Aan een in omvang en dikte variërende stapel aan elkaar geniete pamfletten werden bijlagen toegevoegd in de vorm van posters, boekjes, strips, stickers, ansichtkaarten en grammofoonplaten. In het totaal verschenen als bijlagen van Gramschap 15 boekjes (waarvan 3 strips), 8 singles, 9 ep’s en 4 lp’s (waarbij één dubbel-lp). Vanaf nummer 6 verscheen Gramschap maandelijks, maar na nummer 34 (juni 1982) verscheen het onregelmatiger. Het vijftigste en laatste nummer verscheen in november 1986.
De opvattingen van de medewerkers over kunst en politiek, en over de verbinding van die twee, lagen dicht bij elkaar en werden vaak aangeduid als 'analytisch realisme'. De pamflettenreeks doorbrak regelmatig heersende opvattingen en gebruiken. Niet alleen in artistiek en politiek opzicht, maar ook door de simpele uitvoering, de zeer lage prijs, het uitbrengen van grammofoonplaten buiten de platenmaatschappijen om en de snelle, vaak op toevalligheden berustende, manier waarop de uitgaven gemaakt werden. 
Drijvende krachten achter Gramschap waren de Zeeuws-Vlaamse kunstenaar Jan Bruens en de Amsterdamse tekstdichter Nico van Apeldoorn. De muziek op de door Gramschap uitgebrachte platen werd opgenomen in Joke's Koeienverhuurbedrijf, de studio van gitarist/componist/producer Dolf Planteijdt. In 1998 werd een groot deel van de muziek die bij Gramschap was verschenen uitgebracht op een dubbel-cd. De website van Gramschap is blijven bestaan en bevat bijna alle nummers in gedigitaliseerde vorm.